# Список об'єктів Світової спадщини ЮНЕСКО в Таджикистані
Список об'єктів Світової спадщини ЮНЕСКО в Таджикистані станом на 2015 рік містить 2 об'єкти: 1 культурного та 1 природного типу.

## Розташування об'єктів
| Саразм Таджицький національний паркclass=notpageimage\| Об'єкти Світової спадщини на мапі Таджикистану |

## Список
| № | Зображення | Назва                                                       | Розташування                                                 | Час створення   | Рік внесення до списку | №                                                  | Критерії  |
| - | ---------- | ----------------------------------------------------------- | ------------------------------------------------------------ | --------------- | ---------------------- | -------------------------------------------------- | --------- |
| 1 |            | Саразм (тадж. Саразм)                                       | Согдійська область Пенджикентська нохія                      | 4 тис. до н. е. | 2010                   | 1141 [Архівовано 4 серпня 2014 у Wayback Machine.] | ii, iii   |
| 2 |            | Таджицький національний парк (тадж. Боғи миллии Тоҷикистон) | Гірський Бадахшан Джиргатальська нохія Тавільдаринська нохія | —               | 2013                   | 1252 [Архівовано 5 липня 2017 у Wayback Machine.]  | vii, viii |